# Penstemon barbatus
Penstemon barbatus är en grobladsväxtart som först beskrevs av Antonio José Cavanilles, och fick sitt nu gällande namn av Albrecht Wilhelm Roth. Penstemon barbatus ingår i släktet penstemoner, och familjen grobladsväxter.

## Underarter
Arten delas in i följande underarter:
- P. b. barbatus
- P. b. torreyi
- P. b. trichander

## Bildgalleri

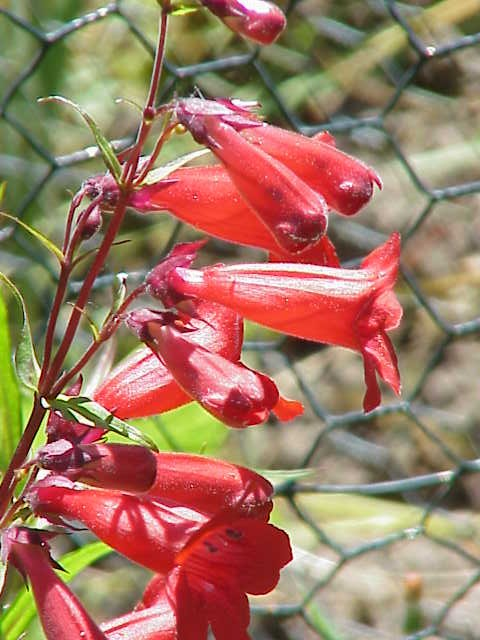
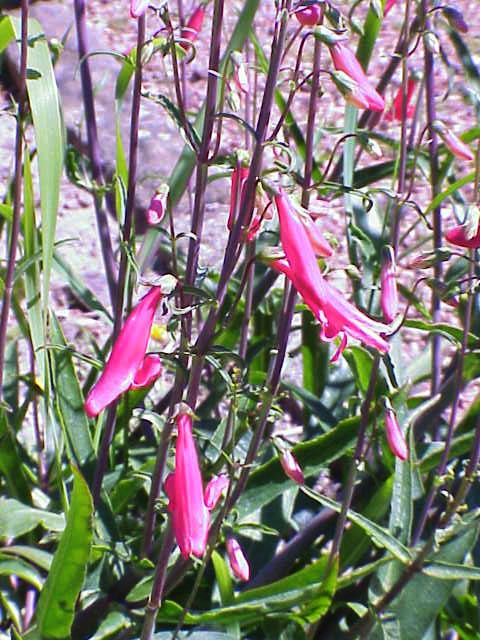
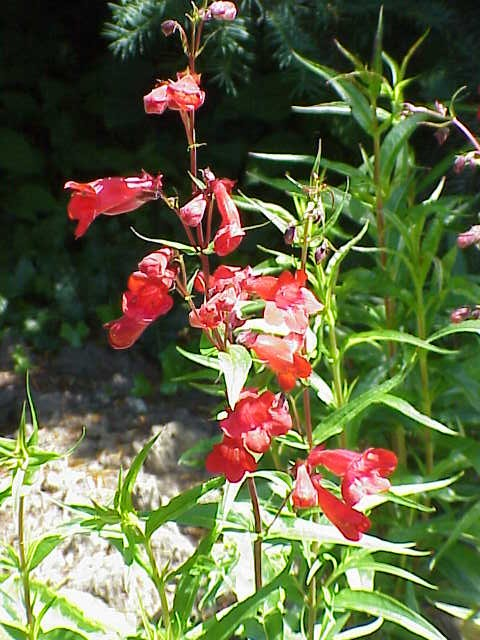
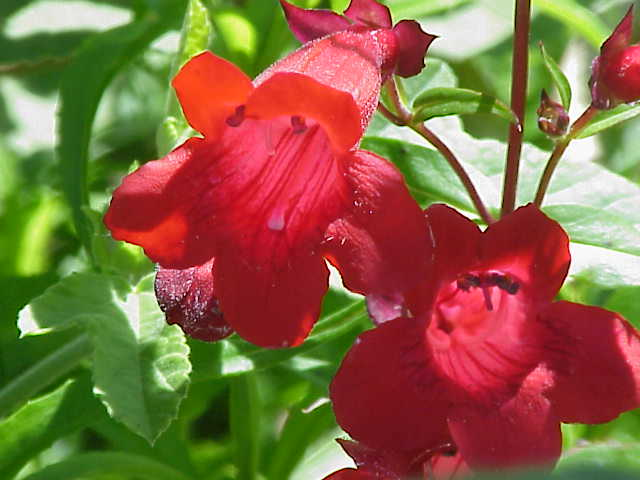
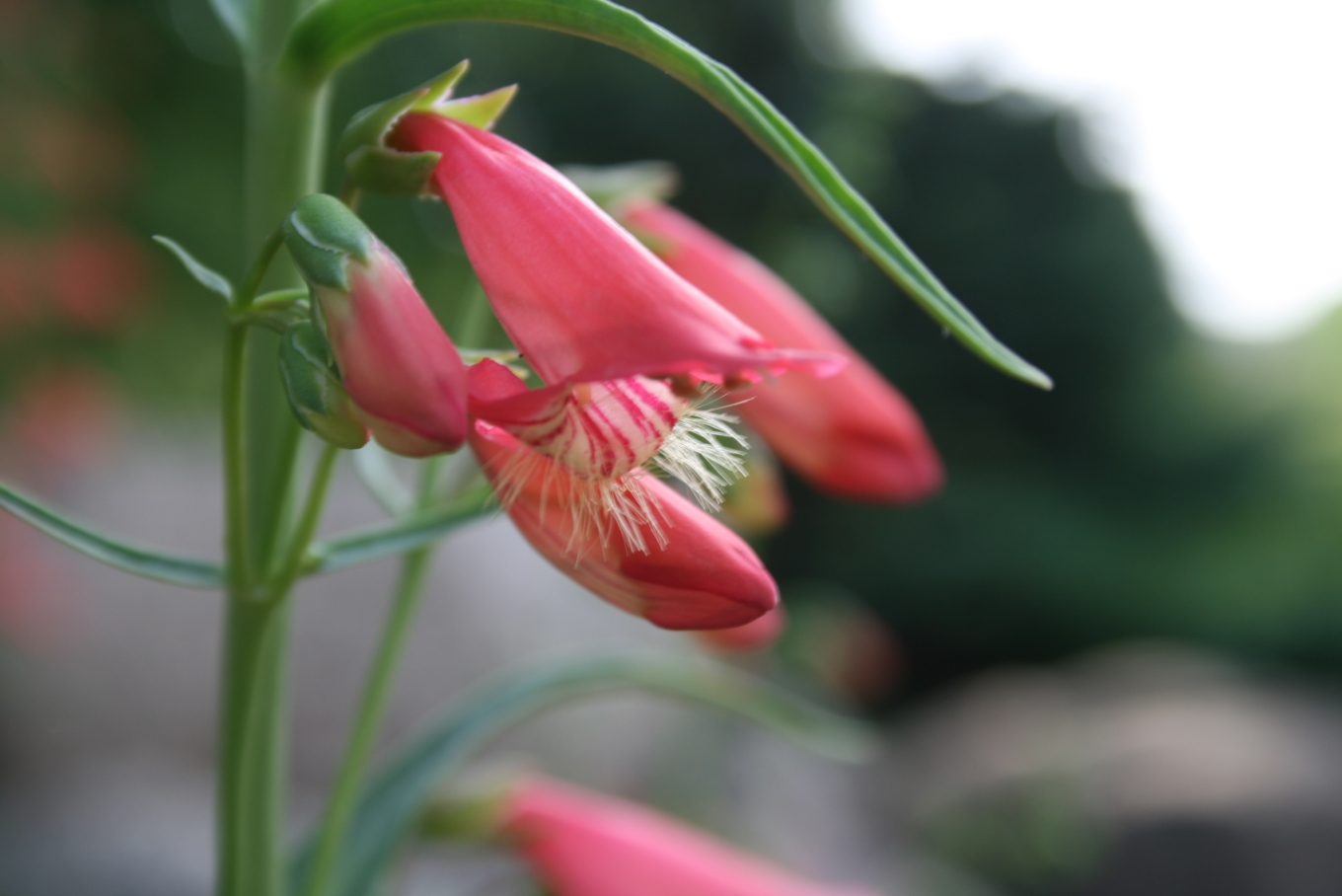
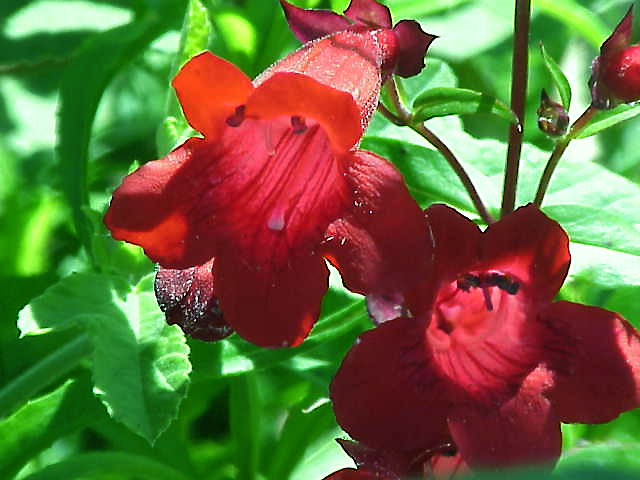